# Nachal Alum
Nachal Alum (hebrejsky: נחל עלום) je krátké vádí v Horní Galileji, v severním Izraeli.
Začíná v nadmořské výšce okolo 400 metrů, cca 1,5 kilometru od západního okraje města Januch-Džat, respektive jeho části Januch. Směřuje pak rychle se zahlubujícím a zalesněným údolím k západu. Ústí potom zleva do vádí Nachal Jechi'am, naproti vesnici Jechi'am.